# Ulsterská speciální policie

Znak USP

Ulsterských speciální policie (anglicky Ulster Special Constabulary, také B-Specials nebo B-Men, zkr. USC) kvazivojenská rezervní policie v Severním Irsku. Byla zřízena v říjnu 1920 krátce před rozdělením Irska. Jako ozbrojený sbor byla organizována částečně vojensky a byl povolána v dobách nouze jako byly povstání a války. Tento úkol vykonávala během irské války za nezávislost v letech 1920–1922 a v 50. letech během Pohraniční kampaně Irské republikánské armády Během její existence bylo zabito 54 členů USC členy IRA.
Téměř všichni její členové byli ulsterští protestanti a z tohoto důvodu měla ze strany katolíků velkou nedůvěru. Také provedli několik odvetných akcí jako zabíjení a opatření proti katolickým civilistům v britsko-irském konfliktu během let 1920–1922. Unionisté obecně USC podporovali jako příspěvek k obraně Severního Irska.
Ulsterská speciální policie byla rozpuštěna v květnu 1970 po zprávě barona Hunta, který řídil restrukturalizaci bezpečnostních sil Severního Irska, aby přilákal více katolických rekrutů a odzbrojil policii. Funkce a členství USC byly z velké části převzaty ulsterským obranným plukem (UDR) a zálohami Královské ulsterské policie.